# Apophua iridipennis
Apophua iridipennis là một loài tò vò trong họ Ichneumonidae.